# 日本国有鉄道清算事業団
日本国有鉄道清算事業団（にほんこくゆうてつどうせいさんじぎょうだん、英文名称：Japanese National Railways Settlement Corporation）は、かつて日本に存在した特殊法人である。
日本国有鉄道（国鉄）の固定資産売却益による長期債務償還や余剰人員の再就職促進などを行うことを目的に、1987年（昭和62年）4月1日にJRグループ各社へ分割・民営化された日本国有鉄道の名称を変更する形で発足した。略称は国鉄清算事業団または清算事業団、英語略称はJNRSC。1998年（平成10年）10月22日に解散した。

## 概要
清算事業団としての安定収入源がないままに国鉄債務の一部を継承したほか、日本国有鉄道改革法（国鉄改革法）によって以下のような債務も負うこととなった。
- 日本鉄道建設公団（鉄道公団）の債務（国鉄への無償貸付線、北海道、四国、九州の有償貸付線のほか、新幹線、青函トンネル、JR各社が経営を行なわないとされた新線の建設費に関するもの） （※鉄道公団の資産のうち、廃止路線や開業のめどが立たない新線などに関する部分も同時に継承）
- 本州四国連絡橋公団（本四公団）の債務の一部（大鳴門橋およびいわゆる「瀬戸大橋」の鉄道関連部分のための借入金。※当該施設は本四公団が資産として保有）
- JR各社に引き継がれない鉄道車両の処分。そのほとんどは、動力集中方式の機関車（主に操車場廃止によって不要となった入換機関車）や客車（主に用途廃止になった荷物車）、貨車（主にコンテナ化で用途廃止になった有蓋車）であった。このうちのごく一部は、後にJRや地方私鉄に売却されている。
- 当初より赤字経営が見込まれた北海道・四国・九州の各旅客鉄道会社に対する経営安定基金（毎年の経営損失を預かり資産の預金利息や債券運用益によって補填する基金。本州三社以外のこれら三島会社に対するものであったこと（九州は株式上場により2016年に離脱）から、俗に「三島基金」とも呼ばれる）
- 旧海軍炭鉱であった国鉄志免炭鉱の鉱害保証、鉱害復旧、坑道保全等を行う国鉄清算事業団志免炭鉱整理事務所も引き継がれた。

これらを合わせた債務の総額は37兆1100億円であり、このうち約6割にあたる25兆5200億円を国鉄清算事業団が引き継ぐことになった。

### 問題
当時は政府与党幹部から「まとまった土地の取引が行われることで、地価高騰に拍車がかかる」という土地売却への反対論が根強かった。そのことによって売却できずにいた優良資産は、その後のバブル崩壊によって一気に不良資産に転落したため、当初見積もりよりもさらに安価に放出せざるを得ず、売れずにいた資産は、清算事業団の解散直前に一斉処分が行なわれたこともあり、債務償還計画は達成できなかった。
国鉄の分割・民営化においては、大企業の清算によく見られる「債権の（一部）放棄」や「利払いの停止」が行なわれず、その一方で「事業の継続による収入」が無いばかりか、清算事業に関わる人件費の拠出や資産売却の不調も相まって、ほとんどの売却可能資産を処分し（およそ7兆円を返済）、またJR各社（特に本州三社）に債務負担（およそ14兆円を返済）をさせたにも拘らず、当初引き継いだ残り16兆円の長期債務が返済できないまま、金利負担や上述の売却が差し止められた土地の管理費が加わっておよそ25兆円に膨れ上がり、返済の見込みが立たないまま1998年（平成10年）10月22日に日本国有鉄道清算事業団法の廃止と共に解散した。

## 理事長
- 杉浦喬也 - 1987年4月1日 - 1990年3月31日
- 石月昭二 - 1990年4月1日 - 1993年3月31日
- 西村康雄 - 1993年4月1日 - 1998年10月22日

## 解散後
解散後、固定資産やJR株式などの処分資産は、日本鉄道建設公団（鉄道公団）が継承した。その一方、債務（約24兆1000億円）については「日本国有鉄道清算事業団の債務等の処理に関する法律」によって、日本国政府の一般会計に組み入れられ、国自体の債務とされるとともに、「たばこ特別税」の形で組み入れられた。
鉄道公団は、さらにその後2003年（平成15年）10月1日に、運輸施設整備事業団（前身の一つが新幹線鉄道保有機構）と統合されて独立行政法人鉄道建設・運輸施設整備支援機構となり、同機構の国鉄清算事業本部が業務を継承した。2008年（平成20年）4月には、清算事業の進捗により事業本部制を解かれ、国鉄清算事業管理部・国鉄清算事業用地部など、清算業務を行なう組織の総称として「国鉄清算事業関係」の名称が用いられている。このうち国鉄清算事業用地部は、承継した全ての土地（9238ヘクタール）の処分が2018年度（平成30年度）に完了したことから、同年度をもって廃止された。

## 関連会社
関連会社として清算事業団が直接行っていた不動産開発事業を移譲する目的でレールシティ東開発・レールシティ西開発・レールシティ関東 などが設立されたが、独立行政法人鉄道建設・運輸施設整備支援機構発足後の2004年4月時点にはレールシティ東開発1社に整理され、2009年にレールシティ東開発も解散している。

### 開発担当物件

#### レールシティ東開発
- 住宅
  - レールシティ名称のマンション（主に東日本・北海道）
  - エステスクエア北柏（日本新都市開発との共同）
- 新宿マインズタワー
- タカシマヤタイムズスクエア
- NTTドコモ代々木ビル
- JRタワー（大丸札幌店区画）
- 富士ソフト秋葉原ビル

#### レールシティ西開発
- 住宅
  - レールシティ名称のマンション（主に多摩・神奈川・東海・西日本地域）
- 日石横浜ビル
- カシオ計算機本社ビル
- 富士ソフト東京ビル
- エクシオグループ本社ビル
- 恵比寿ネオナートビル
- 近鉄新難波ビル
- オオサカガーデンシティ
  - 梅田ダイビル
  - 明治安田生命大阪梅田ビル
  - 大阪中央病院
  - 大和ハウス大阪ビル
  - 大阪モード学園
- ヨドバシ梅田

## その他
1994年度から1997年度にかけて、土地売却の促進のためにポスターが制作され、画家の山城隆一による猫の絵が起用されていた。